# Метод разделения переменных
Метод разделения переменных — метод решения дифференциальных уравнений, основанный на алгебраическом преобразовании исходного уравнения к равенству двух выражений, зависящих от разных  переменных величин, причем одни из них являются функциями других.
В применении к уравнениям в частных производных схема разделения переменных приводит к нахождению решения в виде ряда или интеграла Фурье. В этом случае метод также называют методом Фурье (в честь Жан-Батиста Фурье, построившего решения уравнения теплопроводности в виде тригонометрических рядов) и методом стоячих волн.

## Обыкновенные дифференциальные уравнения
Рассмотрим обыкновенное дифференциальное уравнение, правая часть которого есть произведение функции только от {\displaystyle x} на функцию только от {\displaystyle y} (при этом функция {\displaystyle y} является функцией от {\displaystyle x}).
:
{\displaystyle {\frac {dy(x)}{dx}}=g(x)h(y(x)).\qquad (1)}
При {\displaystyle h(y(x))\neq 0} это уравнение можно переписать в виде
{\displaystyle {\frac {dy(x)}{h(y(x))}}=g(x)dx}.
Пусть {\displaystyle y(x)} — некоторое решение уравнения (1). Из равенства дифференциалов следует,
что их неопределённые интегралы отличаются лишь произвольным постоянным слагаемым:
{\displaystyle \int {\frac {dy(x)}{h(y(x))}}=\int g(x)dx+C}. 
Вычисляя интегралы, получим общий интеграл уравнения (1).
Если уравнение задано в виде:
{\displaystyle M(x)N(y(x))dx+P(x)Q(y(x))dy(x)=0,}
то для разделения переменных не нужно приводить его к виду (1). Достаточно разделить обе части на {\displaystyle N(y(x))P(x)}:
{\displaystyle {\frac {M(x)dx}{P(x)}}+{\frac {Q(y(x))dy(x)}{N(y(x))}}=0,}
откуда получится общий интеграл
{\displaystyle \int {\frac {M(x)dx}{P(x)}}+\int {\frac {Q(y(x))dy(x)}{N(y(x))}}=C.}

### Пример
Пусть 
{\displaystyle xdy-ydx=0}.
Разделяя переменные, получим
{\displaystyle {\frac {dy}{y}}={\frac {dx}{x}}.}
Интегрируя обе части последнего равенства, будем иметь
{\displaystyle \ln |y|=\ln |x|+\ln C_{1},}
где {\displaystyle C_{1}} — положительная постоянная. Отсюда
{\displaystyle |y|=C_{1}|x|}
или 
{\displaystyle y=Cx,}
где {\displaystyle C=\pm C_{1}} — произвольная постоянная, которая может принимать как положительные, так и отрицательные значения.
Решениями данного дифференциального уравнения являются также функции {\displaystyle x=0} и {\displaystyle y=0}. Последнее решение получается из общего решения
{\displaystyle y=Cx} при {\displaystyle C=0}.

## Уравнения в частных производных
Метод разделения переменных применяется для решения краевых задач для линейных уравнений второго порядка гиперболического,  параболического и эллиптического типов, а также для некоторых классов нелинейных уравнений и уравнений высших порядков
.

### Однородное уравнение
Приведем схему метода для задачи о колебаниях струны, закрепленной на концах:
{\displaystyle u_{tt}=a^{2}u_{xx},\qquad (2)}
{\displaystyle u(0,t)=0,\quad u(l,t)=0,\qquad (3)}
{\displaystyle u(x,0)=\varphi (x),\quad u_{t}(x,0)=\psi (x).\qquad (4)}
Будем искать тождественно не равные нулю решения уравнения (2), удовлетворяющие краевым условиям (3) в виде произведения
{\displaystyle u(x,t)=X(x)T(t).\quad (5)}
Подставим предполагаемый вид решения в уравнение (2) и поделим на {\displaystyle a^{2}X(x)T(t)}:
{\displaystyle {\frac {X''(x)}{X(x)}}={\frac {T''(t)}{a^{2}T(t)}}.\qquad (6)}
Левая часть равенства (6) является функцией только переменного {\displaystyle x}, правая — только {\displaystyle t}. Следовательно, обе части не зависят ни от {\displaystyle x}, ни от {\displaystyle t} и равны некоторой константе {\displaystyle -\lambda }. Получаем обыкновенные дифференциальные уравнения для определения функций {\displaystyle X(x)} и {\displaystyle T(t)}:
{\displaystyle X''(x)+\lambda X(x)=0,\quad X(x)\not \equiv 0,\qquad (7)}
{\displaystyle T''(t)+a^{2}\lambda T(t)=0,\quad T(t)\not \equiv 0,\qquad (8)}
Подставляя (5) в краевые условия (3), получаем
{\displaystyle X(0)=X(l)=0.\qquad (9)}
Приходим к задаче Штурма-Лиувилля (7),(9).
Эта задача имеет нетривиальные решения (собственные функции)
{\displaystyle X_{n}(x)=\sin {\frac {\pi n}{l}}x,}
определяемые с точностью до произвольного множителя только при значениях {\displaystyle \lambda }, равных собственным значениям
{\displaystyle \lambda _{n}=\left({\frac {\pi n}{l}}\right)^{2},\quad n=1,2,3,\dots }
Этим же значениям {\displaystyle \lambda _{n}} соответствуют решения уравнения (8)
{\displaystyle T_{n}(t)=A_{n}\cos {\frac {\pi n}{l}}at+B_{n}\sin {\frac {\pi n}{l}}at,}
где {\displaystyle A_{n}} и {\displaystyle B_{n}}  — произвольные постоянные.
Таким образом, функции
{\displaystyle u_{n}(x,t)=X_{n}(x)T_{n}(t)}
являются частными решениями уравнения (2), удовлетворяющими условиям (3).
Решение задачи (2)-(4) получается в виде бесконечной суммы частных решений
{\displaystyle u(x,t)=\sum _{n=1}^{\infty }u_{n}(x,t)=\sum _{n=1}^{\infty }\left(A_{n}\cos {\frac {\pi n}{l}}at+B_{n}\sin {\frac {\pi n}{l}}at\right)\sin {\frac {\pi n}{l}}x,}
где константы {\displaystyle A_{n}} и {\displaystyle B_{n}} могут быть найдены из начальных условий (4) как коэффициенты Фурье функций {\displaystyle \varphi (x)} и
{\displaystyle \psi (x)}:
{\displaystyle A_{n}={\frac {2}{l}}\int _{0}^{l}\varphi (x)\sin {\frac {\pi n}{l}}xdx,\quad B_{n}={\frac {2}{\pi na}}\int _{0}^{l}\psi (x)\sin {\frac {\pi n}{l}}xdx.}
Метод разделения переменных также применим к уравнению колебаний струны общего вида
{\displaystyle {\frac {\partial }{\partial x}}\left[k(x){\frac {\partial u}{\partial x}}\right]-q(x)u=\rho (x){\frac {\partial ^{2}u}{\partial t^{2}}},}
где {\displaystyle k}, {\displaystyle q} и {\displaystyle \rho } — непрерывные положительные на отрезке {\displaystyle 0<x<l} функции. В этом случае решение строится в виде ряда по собственным функциям задачи Штурма-Лиувилля
{\displaystyle {\frac {d}{dx}}\left[k(x){\frac {dX}{dx}}\right]-q(x)X+\lambda \rho (x)X=0,\quad X(0)=X(l)=0.\qquad (10)}
Основополагающие работы по обоснованию метода Фурье принадлежат В. А. Стеклову.
Теорема Стеклова утверждает, что при определенных условиях любая функция единственным образом разлагается в ряд Фурье по собственным функциями краевой задачи (10).

### Неоднородное уравнение
Метод разделения переменных для неоднородных уравнений иногда называют методом Крылова в честь А. Н. Крылова. 
При решении краевой задачи для уравнения неоднородного уравнения колебаний струны
{\displaystyle u_{tt}=a^{2}u_{xx}+f(x,t)\quad (11)}
функции {\displaystyle u} и {\displaystyle f} разлагаются в ряды Фурье по системе собственных функций задачи Штурма-Лиувилля для соответствующего однородного уравнения (2):
{\displaystyle u(x,t)=\sum _{n=1}^{\infty }T_{n}(t)\sin {\frac {\pi n}{l}}x,}
{\displaystyle f(x,t)=\sum _{n=1}^{\infty }f_{n}(t)\sin {\frac {\pi n}{l}}x.}
Подстановка полученных рядов в уравнение (11) с учетом ортогональности системы {\displaystyle \left\{\sin {\frac {\pi n}{l}}x\right\}} даёт
уравнение относительно {\displaystyle T_{n}(t)}:
{\displaystyle T''_{n}(t)+a^{2}\lambda _{n}T_{n}(t)=f_{n}(t).\qquad (12)}
Функции {\displaystyle T_{n}(t)} могут быть найдены как решения задач Коши для уравнений (12) с начальными условиями, полученными из начальных условий исходной краевой задачи.

## Программное обеспечение
Xcas: split((x+1)*(y-2),[x,y]) = [x+1,y-2]